# Djurgårdens IF Fotboll 2023

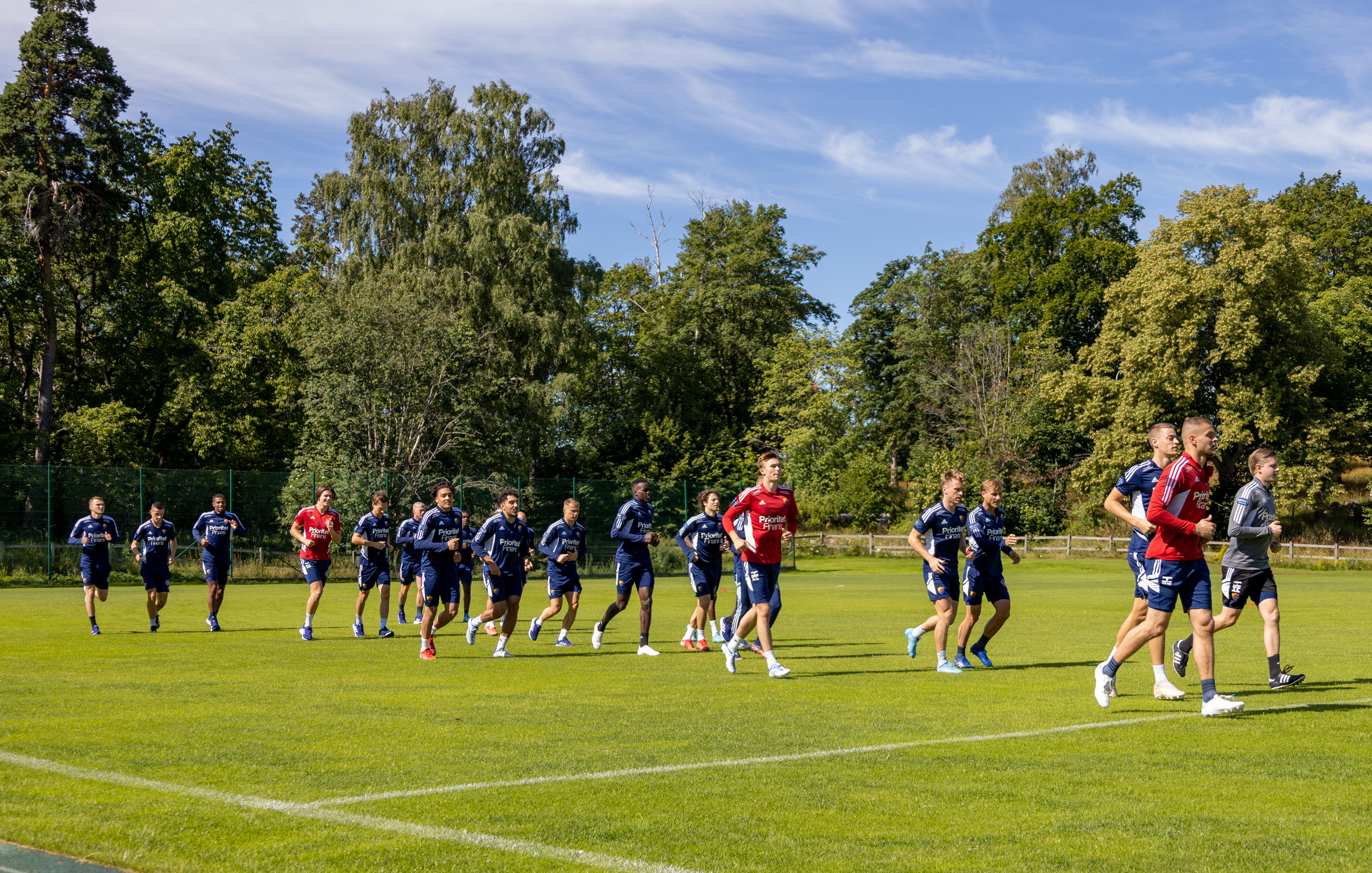
Träning för 2022 års trupp på Kaknäs IP.

Djurgårdens herrlag i fotboll tävlade under säsongen 2023 i Allsvenskan och Svenska cupen samt kvalade till Conference League.

## Truppen

### A-laget
Truppen aktuell per den: 8 november 2023.
| Nat      | Tränare         | Position                 | Född             | I DIF sedan | Kontrakt till | Kom från       |
| -------- | --------------- | ------------------------ | ---------------- | ----------- | ------------- | -------------- |
| Sverige  | Kim Bergstrand  | Huvudtränare             | 18 april 1968    | 2019        | 2025-12-31    | IK Sirius      |
| Sverige  | Thomas Lagerlöf | Huvudtränare             | 15 november 1971 | 2019        | 2025-12-31    | IK Sirius      |
| Sverige  | Hugo Berggren   | Assisterande tränare/U21 | 13 december 1992 | 2016        |               | Djurgårdens IF |
| Grekland | Nikos Gkoulios  | Målvaktstränare          | 7 augusti 1977   | 2017        |               | IK Frej        |

| Nr | Nat          | Spelare                     | Position    | Född              | Längd  | I DIF sedan                     | Kontrakt till | Kom från             | Moderklubb           | Ligamatcher | Mål |
| -- | ------------ | --------------------------- | ----------- | ----------------- | ------ | ------------------------------- | ------------- | -------------------- | -------------------- | ----------- | --- |
| 30 | Sverige      | Tommi Vaiho                 | Målvakt     | 13 september 1988 | 188 cm | 2017 (och 2005-2012)            | 2023-12-31    | Gais                 | IF Brommapojkarna    | 74          | 0   |
| 35 | Sverige      | Jacob Widell Zetterström    | Målvakt     | 11 juli 1998      | 197 cm | 2019 (sabbatsår 2020)           | 2025-12-31    | IFK Lidingö          | Djurgårdens IF       | 70          | 0   |
| 40 | Sverige      | André Picornell             | Målvakt     | 3 april 2004      | 188 cm | 2022                            | 2023-12-31    | IF Brommapojkarna    | IF Brommapojkarna    | 2           | 0   |
| 2  | Sverige      | Piotr Johansson             | Back        | 28 februari 1995  | 185 cm | 2022                            | 2025-12-31    | Kalmar FF            | Skurups AIF          | 58          | 0   |
| 3  | Sverige      | Marcus Danielson            | Back        | 8 april 1989      | 192 cm | 2022* (och 2018-2020)           | 2025-12-31    | GIF Sundsvall        | Skogstorps GoIF      | 94          | 12  |
| 5  | Sverige      | Elliot Käck                 | Back        | 18 september 1989 | 173 cm | 2019 (och 1995-2008, 2015-2017) | 2023-12-31    | IK Start             | Djurgårdens IF       | 161         | 1   |
| 12 | Sverige      | Theo Bergvall               | Back        | 21 september 2004 | 186 cm | 2023                            | 2026-12-31    | IF Brommapojkarna    | IF Brommapojkarna    | 2           | 0   |
| 16 | Sverige      | Rami Kaib                   | Back        | 8 maj 1997        | 178 cm | 2023*                           | 2026-12-31    | SC Heerenveen        | IFK Nyköping         | 5           | 0   |
| 17 | Spanien      | Carlos Moros Gracia         | Back        | 15 april 1993     | 183 cm | 2023                            | 2025-12-31    | Mjällby AIF          | Valencia CF          | 8           | 0   |
| 19 | Sverige      | Pierre Neurath Bengtsson    | Back        | 12 april 1988     | 177 cm | 2022                            | 2023-12-31    | FC Köpenhamn         | IFK Kumla            | 21          | 0   |
| 26 | Sverige      | Samuel Dahl                 | Back        | 4 mars 2003       | 171 cm | 2023*                           | 2027-12-31    | Örebro SK            | IFK Västerås         | 13          | 0   |
| 27 | Sverige      | Jacob Une Larsson           | Back        | 8 april 1994      | 181 cm | 2016 (utlånad 2022)             | 2024-12-31    | IF Brommapojkarna    | IF Brommapojkarna    | 160         | 8   |
| 6  | Finland      | Rasmus Schüller             | Mittfältare | 18 juni 1991      | 178 cm | 2021                            | 2025-12-31    | HJK Helsingfors      | FC Kasiysi           | 72          | 1   |
| 7  | Sverige      | Magnus Eriksson (lagkapten) | Mittfältare | 8 april 1990      | 180 cm | 2020* (och 2016-2017)           | 2025-12-31    | San Jose Earthquakes | AIK FF               | 147         | 29  |
| 9  | Sverige      | Haris Radetinac             | Mittfältare | 28 oktober 1985   | 187 cm | 2013*                           | 2024-12-31    | Mjällby AIF          | Novi Pazar           | 224         | 22  |
| 13 | Sverige      | Hampus Finndell             | Mittfältare | 6 juni 2000       | 177 cm | 2018                            | 2024-12-31    | FC Gröningen         | IF Brommapojkarna    | 80          | 13  |
| 14 | Sverige      | Besard Sabovic              | Mittfältare | 5 januari 1998    | 186 cm | 2022* (och 2015-2019)           | 2024-12-31    | FK Chimki            | IF Brommapojkarna    | 47          | 3   |
| 20 | Sverige      | Isak Alemayehu              | Mittfältare | 11 oktober 2006   | 173 cm | 2022                            | 2025-12-31    | Djurgårdens IF U19   | Djurgårdens IF       | 1           | 0   |
| 21 | Sverige      | Lucas Bergvall              | Mittfältare | 2 februari 2006   | 186 cm | 2023                            | 2025-12-31    | IF Brommapojkarna    | IF Brommapojkarna    | 25          | 2   |
| 23 | Norge        | Gustav Wikheim              | Mittfältare | 18 mars 1993      | 182 cm | 2022                            | 2024-12-31    | Al-Fateh SC          | Strømsgodset IF      | 48          | 8   |
| 15 | Sverige      | Oskar Fallenius             | Anfallare   | 1 november 2001   | 181 cm | 2023                            | 2026-12-31    | Brøndby IF           | IF Brommapojkarna    | 26          | 2   |
| 18 | Angola       | Felix Vá                    | Anfallare   | 24 augusti 1998   | 165 cm | 2023*                           | 2026-12-31    | Apollon Limassol     | Progresso Sambizanga | 11          | 2   |
| 22 | Azerbajdzjan | Musa Gurbanli               | Anfallare   | 23 april 2002     | 185 cm | 2023*                           | 2026-06-30    | Qarabağ FK           | Nefttji Baku         | 14          | 2   |
| 29 | Sverige      | Noel Milleskog              | Anfallare   | 8 maj 2002        | 179 cm | 2023*                           | 2026-12-31    | Örebro SK            | Östra Almby FK       | 11          | 1   |

| Nr | Nat     | Utlånade spelare under 2023                    | Position | Född             | Längd  | I DIF sedan | Kontrakt till | Kom från          | Moderklubb        | Ligamatcher | Mål |
| -- | ------- | ---------------------------------------------- | -------- | ---------------- | ------ | ----------- | ------------- | ----------------- | ----------------- | ----------- | --- |
| 4  | Sverige | Jesper Löfgren (utlånad tom 31 december 2023)  | Back     | 3 maj 1997       | 193 cm | 2021        | 2024-12-31    | SK Brann          | Halltorps IK      | 62          | 2   |
| 24 | Kenya   | Frank Odhiambo (utlånad tom 31 december 2023)  | Back     | 29 oktober 2002  | 190 cm | 2022        | 2026-12-31    | Gor Mahia FC      | Bongonaya FC      | 0           | 0   |
|    | Sverige | Axel Wallenborg (utlånad tom 31 december 2023) | Back     | 17 december 2001 | 180 cm | 2021        | 2024-12-31    | IF Brommapojkarna | IF Brommapojkarna | 0           | 0   |

| Nr | Nat      | Spelare som lämnat under 2023              | Position    | Född             | Längd  | I DIF sedan | Kontrakt till | Kom från           | Moderklubb         | Ligamatcher | Mål |
| -- | -------- | ------------------------------------------ | ----------- | ---------------- | ------ | ----------- | ------------- | ------------------ | ------------------ | ----------- | --- |
| 25 | Guinea   | Amadou Doumbouya (lämnade 12 januari 2023) | Mittfältare | 12 oktober 2002  | 172 cm | 2022        | 2026-12-31    | Diamonds of Guinea | Diamonds of Guinea | 8           | 0   |
| 3  | Sverige  | Hjalmar Ekdal (såldes 21 januari 2023)     | Back        | 21 oktober 1998  | 188 cm | 2021        | 2024-12-31    | Hammarby IF FF     | IF Brommapojkarna  | 50          | 7   |
| 16 | Sverige  | Victor Edvardsen (såldes 27 juni 2023)     | Anfallare   | 14 januari 1996  | 185 cm | 2022        | 2025-12-31    | Degerfors IF       | IFK Göteborg       | 39          | 11  |
| 22 | Sverige  | Wilmer Odefalk (såldes 3 juli 2023)        | Mittfältare | 21 november 2004 | 177 cm | 2023        | 2026-12-31    | IF Brommapojkarna  | IF Brommapojkarna  | 1           | 0   |
| 8  | Sverige  | Elias Andersson (såld 4 juli 2023)         | Back        | 31 januari 1996  | 178 cm | 2021        | 2023-12-31    | IK Sirius          | Hässleholms IF     | 43          | 2   |
| 18 | Sverige  | Jacob Bergström (såld 14 juli 2023)        | Anfallare   | 26 april 1995    | 191 cm | 2023        | 2025-12-31    | Mjällby AIF        | Karlskrona AIF     | 6           | 0   |
| 11 | Norge    | Oliver Berg (såld 21 augusti 2023)         | Mittfältare | 28 augusti 1993  | 178 cm | 2023        | 2026-12-31    | Kalmar FF          | SK Gjøvik-Lyn      | 19          | 3   |
| 10 | Sverige  | Joel Asoro (såld 24 augusti 2023)          | Anfallare   | 27 april 1999    | 175 cm | 2021        | 2024-12-31    | Swansea City       | IFK Haninge        | 71          | 12  |
|    | Albanien | Albion Ademi (såld 8 november 2023)        | Mittfältare | 19 februari 1999 | 173 cm | 2021        | 2024-12-31    | IFK Mariehamn      | TPS Åbo            | 11          | 0   |

Ligamatcher & mål räknat efter säsongen 2023.
- = kom mitt under säsong

## Allsvenskan
| Omgång | Datum               | Motståndare       | H/B | Resultat | Målskyttar                                                                                                   | Varningar                                                                | Domare              | Publik | Arena              | Position |
| ------ | ------------------- | ----------------- | --- | -------- | --- | ------------------------------------------------------------------------ | ------------------- | ------ | ------------------ | -------- |
| 1      | Lördag 1 april      | IF Brommapojkarna | H   | 3-1      | Finndell (2) 16' (Berg), 51' (Wikheim), Wikheim 43'                                                          | Finndell 56', Schüller 73'                                               | Andreas Ekberg      | 22 273 | Tele2 Arena        | 1        |
| 2      | Söndag 9 april      | IK Sirius         | B   | 0-0      | | Schüller 32, Widell Zetterström (rött) 51'                               | Joakim Östling      | 9 813  | Studenternas IP    | 4        |
| 3      | Söndag 16 april     | Halmstads BK      | B   | 0-2      | | Andersson 82', Schüller 90'                                              | Victor Wolf         | 7 247  | Örjans vall        | 8        |
| 4      | Söndag 23 april     | IFK Göteborg      | H   | 1-0      | Finndell 6' (Andersson)                                                                                      |                                                                          | Mohammed Al-Hakim   | 22 529 | Tele2 Arena        | 7        |
| 5      | Söndag 30 april     | Degerfors IF      | B   | 1-2      | Sabovic 41'                                                                                                  | Edvardsen 5', Johansson 81'                                              | Granit Maqedonci    | 5 050  | Stora Valla        | 6        |
| 6      | Onsdag 3 maj        | BK Häcken         | B   | 1-4      | Asoro 45+1' (Eriksson)                                                                                       |                                                                          | Glenn Nyberg        | 5 116  | Bravida Arena      | 8        |
| 7      | Måndag 8 maj        | Kalmar FF         | H   | 3-1      | Asoro 23' (Berg), Självmål 40', Wikheim 53' (Eriksson)                                                       | Finndell 19'                                                             | Fredrik Klitte      | 15 343 | Tele2 Arena        | 6        |
| 8      | Söndag 14 maj       | Hammarby IF FF    | B   | 3-4      | Självmål 49', Radetinac 63' (Danielson), Danielson 88' (straff)                                              | Radetinac 79'                                                            | Mohammed Al-Hakim   | 26 442 | Tele2 Arena        | 8        |
| 9      | Lördag 20 maj       | Mjällby AIF       | H   | 2-0      | Eriksson 48' (Danielson), Edvardsen 90+2' (Fallenius)                                                        | Danielson 77', Sabovic 84', Fallenius 87'                                | Kaspar Sjöberg      | 15 702 | Tele2 Arena        | 6        |
| 18**   | Onsdag 24 maj       | BK Häcken         | H   | 1-0      | Berg 72' (straff)                                                                                            | Löfgren 81', Widell Zetterström 90+6'                                    | Joakim Östling      | 15 168 | Tele2 Arena        | 5        |
| 10     | Söndag 28 maj       | AIK FF            | H   | 1-0      | Danielson 82'                                                                                                | Schüller 35', Radetinac 90'                                              | Andreas Ekberg      | 26 084 | Tele2 Arena        | 4        |
| 11     | Söndag 4 juni       | IF Elfsborg       | B   | 1-1      | Edvardsen 73' (Asoro)                                                                                        | Schüller 69', Sabovic 90'                                                | Kristoffer Karlsson | 12 664 | Borås Arena        | 4        |
| 12     | Söndag 11 juni      | IFK Norrköping    | H   | 2-2      | Självmål 38', Danielson 47' (nick) (Berg)                                                                    |                                                                          | Granit Maqedonci    | 21 209 | Tele2 Arena        | 5        |
| 13     | Söndag 2 juli       | Varbergs BoIS     | H   | 2-0      | Löfgren 4' (nick) (Andersson), Berg 60' (straff)                                                             | Finndell 28'                                                             | Adam Ladebäck       | 15 531 | Tele2 Arena        | 4        |
| 14     | Lördag 8 juli       | IFK Värnamo       | B   | 2-1      | Schüller 69', Berg 77' (straff)                                                                              | Löfgren 50', Asoro 94'                                                   | Magnus Lindgren     | 3 904  | Finnvedsvallen     | 4        |
| 15     | Måndag 17 juli      | Malmö FF          | H   | 2-0      | Fallenius 10' (Berg), Radetinac 81' (Berg)                                                                   | Andersson 18, Sabovic 78'                                                | Mohammed Al-Hakim   | 26 207 | Tele2 Arena        | 4        |
| 16     | Lördag 22 juli      | IF Elfsborg       | H   | 0-4      | | Radetinac 40', Schüller 56'                                              | Fredrik Klitte      | 19 510 | Tele2 Arena        | 4        |
| 17     | Söndag 30 juli      | Mjällby AIF       | B   | 1-0      | Asoro 22' (Johansson)                                                                                        |                                                                          | Adam Ladebäck       | 5 974  | Strandvallen       | 4        |
| 19     | Söndag 13 augusti   | IFK Göteborg      | B   | 1-2      | Milleskog 20' (nick) (Schüller)                                                                              | Danielson 57'                                                            | Andreas Ekberg      | 16 729 | Gamla Ullevi       | 4        |
| 20     | Söndag 20 augusti   | Malmö FF          | B   | 0-0      | | Finndell 40', Eriksson 67', Johansson 71'                                | Victor Wolf         | 20 772 | Eleda Stadion      | 5        |
| 21     | Söndag 27 augusti   | Degerfors IF      | H   | 4–1      | Gurbanli (2) 23' (nick) (Radetinac), 34' (Radetinac), Wikheim 2' (Gurbanli), Danielson 64' (nick) (Eriksson) |                                                                          | Fredrik Klitte      | 17 101 | Tele2 Arena        | 4        |
| 22     | Söndag 3 september  | IFK Norrköping    | B   | 2–0      | Självmål 63', Radetinac 76' (Eriksson)                                                                       |                                                                          | Granit Maqedonci    | 13 115 | Platinumcars Arena | 4        |
| 23     | Lördag 16 september | IFK Värnamo       | H   | 1-2      | Finndell 46' (Dahl)                                                                                          | Fallenius 48', Finndell 85', Vaiho 86', Schüller 88', Moros Gracia 90+4' | Adi Aganovic        | 15 685 | Tele2 Arena        | 4        |
| 24     | Söndag 24 september | AIK FF            | B   | 0-2      | | Schüller 70', Moros Gracia 73', Eriksson 81', Sabovic 82'                | Fredrik Klitte      | 41 327 | Friends Arena      | 4        |
| 25     | Lördag 30 september | Halmstads BK      | H   | 1-0      | L. Bergvall 82'                                                                                              | Finndell 53', Dahl 87'                                                   | Mohammed Al-Hakim   | 15 404 | Tele2 Arena        | 4        |
| 26     | Söndag 8 oktober    | Varbergs BoIS     | B   | 1-0      | Vá 46' (Fallenius )                                                                                          | Dahl 14', Milleskog 89', Johansson 90+5'                                 | Adi Aganovic        | 1 872  | Påskbergsvallen    | 4        |
| 27     | Söndag 22 oktober   | Hammarby IF FF    | H   | 0-0      | | L. Bergvall 32'                                                          | Mohammed Al-Hakim   | 24 564 | Tele2 Arena        | 4        |
| 28     | Lördag 28 oktober   | IF Brommapojkarna | B   | 2-1      | L. Bergvall 33' (Fallenius), Fallenius 58' (Dahl)                                                            | Schüller 13'                                                             | Adam Ladebäck       | 3 467  | Grimsta IP         | 4        |
| 29     | Lördag 4 november   | IK Sirius         | H   | 2-4      | Vá 22' (nick) Eriksson), Danielson 61' (straff)                                                              | L. Bergvall 74'                                                          | Fredrik Klitte      | 17 654 | Tele2 Arena        | 4        |
| 30     | Söndag 12 november  | Kalmar FF         | B   | 1-2      | Finndell 90+5' (L. Bergvall)                                                                                 | Finndell 45+1'                                                           | Joakim Östling      | 6 575  | Guldfågeln Arena   | 4        |

- * = Preliminära datum.
- ** = Flyttad pga Europaspel.

## Europaspel

### Kval till Uefa Conference League 2023/2024
| Omgång                 | Datum             | Motståndare | H/B | Resultat | Målskyttar            | Varningar                   | Domare              | Publik | Arena         |
| ---------------------- | ----------------- | ----------- | --- | -------- | --------------------- | --------------------------- | ------------------- | ------ | ------------- |
| Kvalomgång 2 match 1/2 | Torsdag 27 juli   | FC Luzern   | H   | 1-2      | Löfgren 5' (Eriksson) | Schüller 59'                | Sander van der Eijk | 17 921 | Tele2 Arena   |
| Kvalomgång 2 match 2/2 | Torsdag 3 augusti | FC Luzern   | B   | 1-1      | Asoro 45+6' (Berg)    | Schüller 42', Wikheim 45+4' | Genc Nuza           | 13 374 | Swissporarena |

### Slutspel iUefa Conference League 2022/2023
| Omgång                   | Datum                | Motståndare     | H/B | Resultat | Målskyttar | Varningar                                                      | Domare             | Publik | Arena           |
| ------------------------ | -------------------- | --------------- | --- | -------- | ---------- | -------------------------------------------------------------- | ------------------ | ------ | --------------- |
| Åttondelsfinal match 1/2 | Torsdag 9 mars 2023  | KKS Lech Poznań | B   | 0-2      |            | Moros Gracia 49', Edvardsen 90+1'                              | Stéphanie Frappart | 40 222 | Stadion Miejski |
| Åttondelsfinal match 2/2 | Torsdag 16 mars 2023 | KKS Lech Poznań | H   | 0-3      |            | Radetinac 9', Danielson 44' (rött), Andersson 73', Sabovic 87' | Duje Strukan       | 25 500 | Tele2 Arena     |

## Svenska cupen
| Omgång | Datum                  | Motståndare   | H/B | Resultat | Målskyttar | Varningar | Domare        | Publik | Arena      |
| ------ | ---------------------- | ------------- | --- | -------- | --- | --------- | ------------- | ------ | ---------- |
| 2      | Onsdag 23 augusti 2023 | Sandvikens IF | B   | 5-1      | Milleskog (2) 10' (Finndell), 66' (Wikheim), Gurbanli 12' (Vá), Danielson 45' (straff), Radetinac 90' (Wikheim) |           | Jasmin Svraka | 2 583  | Jernvallen |

### Säsong 2022/2023
| Omgång      | Datum                    | Motståndare         | H/B | Resultat         | Målskyttar | Varningar                                                          | Domare            | Publik | Arena         |
| ----------- | ------------------------ | ------------------- | --- | ---------------- | --- | ------------------------------------------------------------------ | ----------------- | ------ | ------------- |
| 2           | Torsdag 1 september 2022 | Örebro Syrianska IF | B   | 3-0              | Garcia Tsotidis 34', Sabovic 78' (straff), Andersson 82' (straff)                                                              |                                                                    | Fredrik Alknäs    | 2 235  | Behrn Arena   |
| Gruppspel   | Måndag 20 februari 2023  | Landskrona BoIS     | H   | 6-1              | Wikheim 12' (Edvardsen), Andersson 27' (Edvardsen), Asoro 45+2' (Wikheim), Berg 49' (Eriksson), Sabovic 79', L. Bergvall 90+2' |                                                                    | Adam Ladebäck     | 8 762  | Tele2 Arena   |
| Gruppspel   | Söndag 26 februari 2023  | Örebro SK           | B   | 2-1              | Wikheim 7' (Asoro), Johansson 90+1' (Berg)                                                                                     |                                                                    | Mohammed Al-Hakim | 3 604  | Behrn Arena   |
| Gruppspel   | Lördag 4 mars 2023       | IF Brommapojkarna   | H   | 2-1              | Eriksson (2) 39' (Wikheim), 44' (Asoro)                                                                                        | Johansson 54', Edvardsen 72'                                       | Joakim Östling    | 10 174 | Tele2 Arena   |
| Kvartsfinal | Måndag 13 mars 2023      | Malmö FF            | H   | 2-2, 7-5 (e str) | Andersson 86' (Johansson), Finndell 120' (Edvardsen). Straffmålskyttar: Danielson, Berg, Asoro, Löfgren, Sabovic               | Asoro 84', Edvardsen 84', Finndell 98', Sabovic 107', Löfgren 109' | Adam Ladebäck     | 13 752 | Tele2 Arena   |
| Semifinal   | Söndag 19 mars 2023      | BK Häcken           | B   | 0-3              | | Wikheim 41'                                                        | Glenn Nyberg      | 4 168  | Bravida Arena |

## Träningsmatcher
| Datum              | Motståndare       | H/B | Resultat | Målskyttar | Varningar | Domare            | Publik          | Arena                             |
| ------------------ | ----------------- | --- | -------- | --- | --------- | ----------------- | --------------- | --------------------------------- |
| Lördag 21 januari  | IF Brommapojkarna | B   | 1-1      | Asoro 65' (straff)                                                                                              |           | Mohammed Al-Hakim | 1 500           | Grimsta IP                        |
| Lördag 28 januari  | AFC Eskilstuna    | B   | 5-1      | Bergström (2) 74' (Odefalk), 81' (Edvardsen), Löfgren (nick) 8' (Eriksson), Edvardsen (straff) 55', Odefalk 78' |           | Jasmin Svraka     |                 | Tunavallen                        |
| Tisdag 8 februari  | UD Las Palmas     | B   | 3-1      | Odefalk 19', Wikheim 21' (Asoro), Edvardsen 87' (Bergström)                                                     |           |                   |                 | Ciudad deportiva de Barranco Seco |
| Lördag 11 februari | IK Sirius         | B   | 1-0      | Berg 35' (straff)                                                                                               |           | Jovan Krsmanovic  |                 | Studenternas IP                   |
| Tisdag 14 februari | IFK Värnammo      | H   | 1-4      | Gracia 62' (nick) (Edvardsen)                                                                                   |           | Erik Mattsson     | 0 (utan publik) | Tele2 Arena                       |
| Måndag 26 juni     | BK Häcken         | B   | 1-0      | Berg 59' (Neurath Bengtsson)                                                                                    |           | Granit Maqedonci  |                 | Bravida Arena                     |

## Statistik

### För spelåret 2023
| Spelare                  | Allsvenskan | Allsvenskan | Allsvenskan | Allsvenskan | Svenska cupen | Svenska cupen | Svenska cupen | Svenska cupen | Conference League | Conference League | Conference League | Conference League | Totalt | Totalt | Totalt | Totalt |
| Spelare                  | Ma          | Må          | As          | Po          | Ma            | Må            | As            | Po            | Ma                | Må                | As                | Po                | Ma     | Må     | As     | Po     |
| ------------------------ | ----------- | ----------- | ----------- | ----------- | ------------- | ------------- | ------------- | ------------- | ----------------- | ----------------- | ----------------- | ----------------- | ------ | ------ | ------ | ------ |
| Oliver Berg              | 19          | 3           | 5           | 8           | 3             | 1             | 1             | 2             | 2                 | 0                 | 1                 | 1                 | 24     | 4      | 7      | 11     |
| Gustav Wikheim           | 22          | 3           | 1           | 4           | 6             | 2             | 4             | 6             | 4                 | 0                 | 0                 | 0                 | 32     | 5      | 5      | 10     |
| Magnus Eriksson          | 29          | 1           | 5           | 6           | 6             | 2             | 1             | 3             | 4                 | 0                 | 1                 | 1                 | 39     | 3      | 7      | 10     |
| Marcus Danielson         | 29          | 5           | 2           | 7           | 6             | 1             | 0             | 1             | 3                 | 0                 | 0                 | 0                 | 38     | 6      | 2      | 8      |
| Joel Asoro               | 16          | 3           | 1           | 4           | 5             | 1             | 2             | 3             | 4                 | 1                 | 0                 | 1                 | 25     | 5      | 3      | 8      |
| Hampus Finndell          | 24          | 5           | 0           | 5           | 6             | 1             | 1             | 2             | 4                 | 0                 | 0                 | 0                 | 34     | 6      | 1      | 7      |
| Haris Radetinac          | 24          | 3           | 2           | 5           | 5             | 1             | 0             | 1             | 4                 | 0                 | 0                 | 0                 | 33     | 4      | 2      | 6      |
| Självmål                 |             | 4           |             |             |               |               |               |               |                   |                   |                   |                   |        | 4      |        |        |
| Victor Edvardsen         | 11          | 2           | 0           | 2           | 5             | 0             | 3             | 3             | 1                 | 0                 | 0                 | 0                 | 17     | 2      | 3      | 5      |
| Oskar Fallenius          | 26          | 2           | 3           | 5           | 1             | 0             | 0             | 0             | 2                 | 0                 | 0                 | 0                 | 29     | 2      | 3      | 5      |
| Musa Gurbanli            | 14          | 2           | 1           | 3           | 1             | 1             | 0             | 1             | 2                 | 0                 | 0                 | 0                 | 17     | 3      | 1      | 4      |
| Lucas Bergvall           | 25          | 2           | 1           | 3           | 3             | 1             | 0             | 1             | 1                 | 0                 | 0                 | 0                 | 29     | 3      | 1      | 4      |
| Elias Andersson          | 16          | 0           | 2           | 2           | 4             | 2             | 0             | 2             | 1                 | 0                 | 0                 | 0                 | 21     | 2      | 2      | 4      |
| Noel Milleskog           | 11          | 1           | 0           | 1           | 1             | 2             | 0             | 2             | 1                 | 0                 | 0                 | 0                 | 13     | 3      | 0      | 3      |
| Felix Vá                 | 11          | 2           | 0           | 2           | 1             | 0             | 1             | 1             | 0                 | 0                 | 0                 | 0                 | 12     | 2      | 1      | 3      |
| Piotr Johansson          | 30          | 0           | 1           | 1           | 5             | 1             | 1             | 2             | 4                 | 0                 | 0                 | 0                 | 39     | 1      | 2      | 3      |
| Jesper Löfgren           | 17          | 1           | 0           | 1           | 5             | 0             | 0             | 0             | 3                 | 1                 | 0                 | 1                 | 25     | 2      | 0      | 2      |
| Besard Sabovic           | 25          | 1           | 0           | 1           | 6             | 1             | 0             | 1             | 2                 | 0                 | 0                 | 0                 | 33     | 2      | 0      | 2      |
| Rasmus Schüller          | 23          | 1           | 1           | 2           | 6             | 0             | 0             | 0             | 3                 | 0                 | 0                 | 0                 | 32     | 1      | 1      | 2      |
| Samuel Dahl              | 13          | 0           | 2           | 2           | 0             | 0             | 0             | 0             | 2                 | 0                 | 0                 | 0                 | 15     | 0      | 2      | 2      |
| Jacob Widell Zetterström | 23          | 0           | 0           | 0           | 5             | 0             | 0             | 0             | 4                 | 0                 | 0                 | 0                 | 32     | 0      | 0      | 0      |
| Jacob Une Larsson        | 14          | 0           | 0           | 0           | 1             | 0             | 0             | 0             | 2                 | 0                 | 0                 | 0                 | 17     | 0      | 0      | 0      |
| Carlos Moros Gracia      | 8           | 0           | 0           | 0           | 3             | 0             | 0             | 0             | 2                 | 0                 | 0                 | 0                 | 13     | 0      | 0      | 0      |
| Jacob Bergström          | 6           | 0           | 0           | 0           | 5             | 0             | 0             | 0             | 2                 | 0                 | 0                 | 0                 | 13     | 0      | 0      | 0      |
| Pierre Neurath Bengtsson | 4           | 0           | 0           | 0           | 3             | 0             | 0             | 0             | 2                 | 0                 | 0                 | 0                 | 9      | 0      | 0      | 0      |
| Tommi Vaiho              | 7           | 0           | 0           | 0           | 1             | 0             | 0             | 0             | 0                 | 0                 | 0                 | 0                 | 8      | 0      | 0      | 0      |
| Rami Kaib                | 5           | 0           | 0           | 0           | 1             | 0             | 0             | 0             | 1                 | 0                 | 0                 | 0                 | 7      | 0      | 0      | 0      |
| Theo Bergvall            | 2           | 0           | 0           | 0           | 1             | 0             | 0             | 0             | 0                 | 0                 | 0                 | 0                 | 3      | 0      | 0      | 0      |
| André Picornell          | 2           | 0           | 0           | 0           | 0             | 0             | 0             | 0             | 0                 | 0                 | 0                 | 0                 | 2      | 0      | 0      | 0      |
| Wilmer Odefalk           | 1           | 0           | 0           | 0           | 0             | 0             | 0             | 0             | 0                 | 0                 | 0                 | 0                 | 1      | 0      | 0      | 0      |
| Isak Alemayehu           | 0           | 0           | 0           | 0           | 0             | 0             | 0             | 0             | 1                 | 0                 | 0                 | 0                 | 1      | 0      | 0      | 0      |
| Kalipha Jawla            | 0           | 0           | 0           | 0           | 1             | 0             | 0             | 0             | 0                 | 0                 | 0                 | 0                 | 1      | 0      | 0      | 0      |

### Allsvenskan

#### Mål
1. Marcus Danielson 5 (1 straff, 1 nick)
2. Hampus Finndell, 5
3. Självmål, 4
4. Haris Radetinac, 3
5. Gustav Wikheim, 3
6. Oliver Berg, 3 (3 straffar)
7. Joel Asoro, 3
8. Victor Edvardsen, 2
9. Musa Gurbanli, 2 (1 nick)
10. Lucas Bergvall, 2
11. Oskar Fallenius, 2
12. Felix Vá, 2 (1 nick)
13. Besard Sabovic, 1
14. Magnus Eriksson, 1
15. Jesper Löfgren, 1 (1 nick)
16. Rasmus Schüller, 1
17. Noel Milleskog, 1 (1 nick)

### Assist
1. Oliver Berg, 5
2. Magnus Eriksson, 5
3. Oskar Fallenius, 3
4. Marcus Danielson, 2
5. Elias Andersson, 2
6. Haris Radetinac, 2
7. Samuel Dahl, 2
8. Gustav Wikheim, 1
9. Joel Asoro, 1
10. Piotr Johansson, 1
11. Rasmus Schüller, 1
12. Musa Gurbanli, 1
13. Lucas Bergvall, 1

#### Varningar
1. Rasmus Schüller, 9
2. Hampus Finndell, 7
3. Besard Sabovic, 4
4. Haris Radetinac, 3
5. Piotr Johansson, 3
6. Jacob Widell Zetterström, 2 (1 rött)
7. Jesper Löfgren, 2
8. Elias Andersson, 2
9. Marcus Danielson, 2
10. Oskar Fallenius, 2
11. Carlos Moros Gracia, 2
12. Magnus Eriksson, 2
13. Samuel Dahl, 2
14. Lucas Bergvall, 2
15. Victor Edvardsen, 1
16. Joel Asoro, 1
17. Tommi Vaiho, 1
18. Noel Milleskog, 1

### Conference League 2023/2024

#### Mål
1. Jesper Löfgren, 1
2. Joel Asoro, 1

#### Assist
1. Magnus Eriksson, 1
2. Oliver Berg, 1

#### Varningar
1. Rasmus Schüller, 2
2. Gustav Wikheim, 1

### Svenska cupen 2023/2024

#### Mål
1. Noel Milleskog, 2
2. Musa Gurbanli, 1
3. Marcus Danielson, 1 (1 straff)
4. Haris Radetinac, 1

#### Assist
1. Gustav Wikheim, 2
2. Hampus Finndell, 1
3. Felix Vá, 1

### Conference League 2022/2023

#### Mål
1. Joel Asoro, 7 (1 nickmål)
2. Victor Edvardsen, 4 (1 straff)
3. Gustav Wikheim, 3
4. Emmanuel Banda, 3 (1 nickmål)
5. Hampus Finndell, 2
6. Isak Hien, 1
7. Hjalmar Ekdal, 1
8. Elias Andersson, 1
9. Amadou Doumbouya, 1 (1 nickmål)
10. Marcus Danielson, 1 (1 nickmål)
11. Kalle Holmberg, 1
12. Haris Radetinac, 1
13. Magnus Eriksson, 1

#### Assist
1. Magnus Eriksson, 5
2. Joel Asoro, 3
3. Piotr Johansson, 2
4. Haris Radetinac, 2
5. Gustav Wikheim, 2
6. Hjalmar Ekdal, 2
7. Victor Edvardsen, 1
8. Isak Hien, 1
9. Hampus Finndell, 1
10. Elias Andersson, 1
11. Jacob Widell Zetterström, 1
12. Emmanuel Banda, 1
13. Pierre Bengtsson, 1
14. Kalle Holmberg, 1

#### Varningar
1. Rasmus Schüller, 6 (1 rött)
2. Victor Edvardsen, 6
3. Joel Asoro, 5
4. Haris Radetinac, 3
5. Elias Andersson, 3
6. Marcus Danielson, 2 (1 rött)
7. Jacob Widell Zetterström, 2
8. Hampus Finndell, 2
9. Besard Sabovic, 2
10. Isak Hien, 1
11. Aleksandr Vasjutin, 1
12. Hjalmar Ekdal, 1
13. Magnus Eriksson, 1
14. Piotr Johansson, 1
15. Albion Ademi, 1
16. Carlos Moros Gracia, 1

### Svenska cupen 2022/2023

#### Mål
1. Elias Andersson, 3 (1 straff)
2. Besard Sabovic, 2 (1 straff)
3. Gustav Wikheim, 2
4. Magnus Eriksson, 2
5. Alexandros Garcia Tsotidis, 1
6. Joel Asoro, 1
7. Oliver Berg, 1
8. Lucas Bergvall, 1
9. Piotr Johansson, 1
10. Hampus Finndell, 1

#### Assist
1. Victor Edvardsen, 3
2. Gustav Wikheim, 2
3. Joel Asoro, 2
4. Magnus Eriksson, 1
5. Oliver Berg, 1
6. Piotr Johansson, 1

#### Varningar
1. Victor Edvardsen, 2
2. Piotr Johansson, 1
3. Joel Asoro, 1
4. Hampus Finndell, 1
5. Besard Sabovic, 1
6. Jesper Löfgren, 1
7. Gustav Wikheim, 1

### Träningsmatcher

#### Mål
1. Jacob Bergström, 2
2. Wilmer Odefalk, 2
3. Victor Edvardsen, 2 (1 straff)
4. Oliver Berg, 2 (1 straffmål)
5. Joel Asoro, 1 (1 straff)
6. Jesper Löfgren, 1 (1 nickmål)
7. Gustav Wikheim, 1
8. Carlos Gracia, 1 (1 nickmål)

#### Assist
1. Victor Edvardsen, 2
2. Wilmer Odefalk, 1
3. Magnus Eriksson, 1
4. Joel Asoro, 1
5. Jacob Bergström, 1
6. Pierre Neurath Bengtsson, 1

## Truppförändringar

### Spelare/ledare in
Efter Allsvenskan 2022 och inför/under säsongen 2023:
| Datum                          | Nr | Namn                | Från              | Position    | Kommentar                                                    | Länk                      |
| ------------------------------ | -- | ------------------- | ----------------- | ----------- | ------------------------------------------------------------ | ------------------------- |
| Fredag 18 november 2022 17:00  | 17 | Carlos Moros Gracia | Mjällby AIF       | Back        | Bosman, 3-årskontrakt (tom 31 december 2025).                | dif.se & maif.se          |
| Torsdag 24 november 2022 10:30 | 11 | Oliver Berg         | Kalmar FF         | Mittfältare | Övergång, 4-årskontrakt (tom 31 december 2026).              | dif.se & kalmarff.se      |
| Onsdag 7 december 2022 15:00   | 18 | Jacob Bergström     | Mjällby AIF       | Anfallare   | Bosman, 3-årskontrakt (tom 31 december 2025).                | dif.se & maif.se          |
| Torsdag 8 december 2022 12:00  | 22 | Wilmer Odefalk      | IF Brommapojkarna | Mittfältare | Övergång, 4-årskontrakt (tom 31 december 2026).              | dif.se & bpfotboll.se     |
| Fredag 9 december 2022 11:00   | 12 | Theo Bergvall       | IF Brommapojkarna | Back        | Övergång, 4-årskontrakt (tom 31 december 2026).              | dif.se & bpfotboll.se     |
| Fredag 9 december 2022 12:00   | 21 | Lucas Bergvall      | IF Brommapojkarna | Mittfältare | Övergång, 3-årskontrakt (tom 31 december 2025).              | dif.se & bpfotboll.se     |
| Måndag 27 februari 2023 13:00  | 15 | Oskar Fallenius     | Brøndby IF        | Anfallare   | Övergång, 4-årskontrakt (tom 31 december 2026).              | dif.se & brondby.com      |
| Fredag 30 juni 2023 17:00      | 16 | Rami Kaib           | SC Heerenveen     | Back        | Övergång, 3,5-årskontrakt (tom 31 december 2026).            | dif.se & sc-heerenveen.nl |
| Lördag 1 juli 2023             | 27 | Jacob Une Larsson   | Panetolikos FC    | Back        | Åter efter lån med gällande kontrakt (tom 31 december 2024). |                           |
| Tisdag 4 juli 2023 20:00       | 18 | Felix Vá            | Apollon Limassol  | Anfallare   | Övergång, 3,5-årskontrakt (tom 31 december 2026).            | dif.se & apollon.com.cy   |
| Tisdag 4 juli 2023 18:00       | 22 | Musa Gurbanli       | Qarabağ FK        | Anfallare   | Övergång, 3-årskontrakt (tom 30 juni 2026).                  | dif.se & instagram.com    |
| Fredag 14 juli 2023 19:00      | 29 | Noel Milleskog      | Örebro SK         | Anfallare   | Övergång, 3,5-årskontrakt (tom 31 december 2026).            | dif.se & oskfotboll.se    |
| Måndag 24 juli 2023 18:30      | 26 | Samuel Dahl         | Örebro SK         | Back        | Övergång, 4,5-årskontrakt (tom 31 december 2027).            | dif.se & oskfotboll.se    |

### Spelare/ledare ut
Efter Allsvenskan 2022 och inför/under säsongen 2023:
| Datum                   | Nr | Namn               | Till                      | Position    | Kommentar                                                                                     | Länk                            |
| ----------------------- | -- | ------------------ | ------------------------- | ----------- | --------------------------------------------------------------------------------------------- | ------------------------------- |
| Fredag 25 november 2022 | 17 | Kalle Holmberg     | Hamrun Spartans FC        | Anfallare   | Kontraktet går ut. Presenterades av Hamrun Spartans FC 30 januari.                            | dif.se & instagram.com          |
| Fredag 25 november 2022 | 15 | Aleksandr Vasjutin | FK Zenit Sankt Petersburg | Målvakt     | Låneavtalet som gällde året ut bryts i förtid.                                                | dif.se & fc-zenit.ru            |
| Måndag 5 december 2022  | 26 | Linus Tagesson     | Örgryte IS                | Back        | Kontraktet går ut. Skrivit på ett 2-årskontrakt med nya klubben (tom 31 december 2024).       | dif.se & oisfotboll.se          |
| Tisdag 3 januari 2023   | 12 | Emmanuel Banda     | HNK Rijeka                | Mittfältare | Kontraktet går ut. Skrivit på ett 2,5-årskontrakt med nya klubben (tom 30 juni 2025).         | dif.se & nk-rijeka.hr           |
| Torsdag 12 januari 2023 | 25 | Amadou Doumbouya   | FK Kuban Krasnodar        | Mittfältare | Avtalet bryts i förtid. Skrev på för FK Kuban Krasnodar 31 januari.                           | dif.se & instagram.com          |
| Onsdag 11 januari 2023  | 11 | Albion Ademi       | IFK Värnamo               | Mittfältare | Lånas ut för resten av året (tom 31 december 2023) med köpoption.                             | dif.se & ifkvarnamo.se          |
| Lördag 21 januari 2023  | 3  | Hjalmar Ekdal      | Burnley FC                | Back        | Försäljning, 4,5-årskontrakt med nya klubben (tom 30 juni 2027).                              | dif.se & burneyfootballclub.com |
| Tisdag 31 januari 2023  |    | Axel Wallenborg    | Aalborg BK                | Back        | Lånas ut till sommaren (tom 30 juni 2023).                                                    | dif.se & ab-fodbold.dk          |
| Fredag 31 mars 2023     | 24 | Frank Odhiambo     | Vasalunds IF              | Back        | Lånas ut för resten av året (tom 31 december 2023).                                           | dif.se & vasalund.com           |
| Tisdag 27 juni 2023     | 16 | Victor Edvardsen   | Go Ahead Eagles           | Anfallare   | Försäljning, 3-årskontrakt med nya klubben (tom 30 juni 2026).                                | dif.se & ga-eagles.nl           |
| Måndag 3 juli 2023      | 22 | Wilmer Odefalk     | IF Brommapojkarna         | Mittfältare | Försäljning, 3,5-årskontrakt med nya klubben (tom 31 december 2026).                          | dif.se & bpfotboll.se           |
| Tisdag 4 juli 2023      | 8  | Elias Andersson    | KKS Lech Poznań           | Back        | Försäljning, 3-årskontrakt med nya klubben (tom 30 juni 2026) samt option på 12 månader till. | dif.se & lechpoznan.pl          |
| Fredag 14 juli 2023     | 18 | Jacob Bergström    | Mjällby AIF               | Anfallare   | Försäljning, 3,5-årskontrakt med nya klubben (tom 31 december 2026).                          | dif.se & maif.se                |
| Torsdag 20 juli 2023    |    | Axel Wallenborg    | IF Karlstad               | Back        | Lånas ut för resten av året (tom 31 december 2023).                                           | dif.se & karlstadfotboll.com    |
| Måndag 21 augusti 2023  | 11 | Oliver Berg        | Malmö FF                  | Mittfältare | Försäljning, 3,5-årskontrakt med nya klubben (tom 31 december 2026).                          | dif.se & mff.se                 |
| Torsdag 24 augusti 2023 | 10 | Joel Asoro         | FC Metz                   | Anfallare   | Försäljning, 4-årskontrakt med nya klubben (tom 30 juni 2027).                                | dif.se & fcmetz.com             |
| Torsdag 31 augusti 2023 | 4  | Jesper Löfgren     | IF Brommapojkarna         | Back        | Lånas ut för resten av året (tom 31 december 2023).                                           | dif.se & bpfotboll.se           |
| Onsdag 8 november 2023  | 11 | Albion Ademi       | IFK Värnamo               | Mittfältare | Köpande klubb utnyttjar köpoptionen, 3-årskontrakt (tom 31 december 2026).                    | dif.se & ifkvarnamo.se          |

### Förlängda kontrakt
Efter Allsvenskan 2022 och inför/under säsongen 2023:
| Datum                         | Nr | Namn            | Position    | Kommentar                                                                     | Länk   |
| ----------------------------- | -- | --------------- | ----------- | ----------------------------------------------------------------------------- | ------ |
| Onsdag 14 december 2022 20:00 | 20 | Isak Alemayehu  | Mittfältare | Flyttas upp från juniorerna och skriver 3-årskontrakt (tom 31 december 2025). | dif.se |
| Söndag 8 januari 2023 18:00   | 9  | Haris Radetinac | Mittfältare | 2-årskontrakt (tom 31 december 2024).                                         | dif.se |
| Onsdag 15 mars 2023 20:00     |    | Kim Bergstrand  | Tränare     | 3-årskontrakt (tom 31 december 2025).                                         | dif.se |
| Onsdag 15 mars 2023 20:00     |    | Thomas Lagerlöf | Tränare     | 3-årskontrakt (tom 31 december 2025).                                         | dif.se |

### Tröjnummerförändringar
| Datum             | Namn             | Från | Till | Länk        |
| ----------------- | ---------------- | ---- | ---- | ----------- |
| Måndag 23 januari | Marcus Danielson | 33   | 3    | twitter.com |
| Måndag 23 januari | Isak Alemayehu   | 32   | 20   | twitter.com |

## Föreningen

### Ledare[2]
- Sportchef:  Bosse Andersson
- Huvudtränare:  Kim Bergstrand,  Thomas Lagerlöf
- Assisterande tränare/U21:  Hugo Berggren
- Målvaktstränare:  Nikos Gkoulios
- Lagledare:  Daniel Granqvist
- Fysansvarig:  Viktor Helander
- Naprapat:  Karl Barrling,  David Ed Söderström
- Fystränare och legitimerad sjukgymnast/fysioterapeut:  Jens Ericsson
- Läkare (ortoped):  Håkan Nyberg
- Läkare (kardiolog):  Bengt Sparrelid
- Läkare (allmänläkare):  Johan Bergling
- Materialare:  Patrik Eklöf

### Spelartröjor
- Tillverkare: Adidas
- Huvudsponsor: Prioritet Finans
- Hemmatröja: Blårandig
- Bortatröja: Mörkblå
- Tredjetröja: Vit/ljusblå
- Spelarnamn: Ja